# Nasza niania jest agentem
Nasza niania jest agentem (ang. The Spy Next Door) – amerykański film komediowy w reżyserii Briana Levanta.
Film zarobił 24 268 828 dolarów amerykańskich w Stanach Zjednoczonych oraz 2 584 033 funtów szterlingów w Wielkiej Brytanii.

## Fabuła
Bob Ho, tajny agent pracujący dla CIA, postanawia rzucić pracę i rozpocząć nowe życie. Marzy o związaniu się z Gillian, dziewczyną z sąsiedztwa, jednak zanim usłyszy od niej zgodę na ślub, musi spełnić jeszcze jedną, być może najtrudniejszą z dotychczasowych misji. Musi zdobyć serca trójki jej pewnych siebie dzieciaków, co okazuje się największym wyzwaniem w jego dotychczasowej karierze.

## Obsada
Reżyseria: Brian Levant

Scenariusz: James Greer, Jonathan Bernstein

Producent: Ryan Kavanaugh

Zdjęcia: Dean Cundey

Montaż: Lawrence Jordan

Producent wykonawczy: George Parra

Obsada:
- Jackie Chan – Bob Ho
- Amber Valletta – Gillian
- Lucas Till – Larry
- Billy Ray Cyrus – Colton James
- George Lopez – Glaze
- Madeline Carroll – Farren
- Magnús Scheving – PolDark
- David Mattey – Rosyjski ochroniarz
- Jeff Chase – Rosjanin
- Will Shadley – Ian
- Alina Foley – Nora

i inni

## Wersja polska
Wersja polska: na zlecenie Best Film – Start International Polska

Reżyseria: Anna Apostolakis

Dialogi polskie: Grzegorz Drojewski

Dźwięk i montaż: Kamil Pudlik

Kierownictwo produkcji: Elżbieta Araszkiewicz

W wersji polskiej udział wzięli:
- Jarosław Boberek – Bob
- Wit Apostolakis-Gluziński – Ian
- Joanna Węgrzynowska – Gillian
- Justyna Bojczuk – Farren
- Marcin Hycnar – Poldark
- Magda Kusa – Nora
- Jacek Król – Glaze
- Krzysztof Banaszyk – Colton
- Dominika Kluźniak – Tatiana
- Kajetan Lewandowski – Larry
- Mikołaj Klimek – Yuri

oraz
- Agata Gawrońska
- Magdalena Nowakowska
- Beniamin Lewandowski
- Maciej Dybowski
- Wojciech Chorąży
- Dariusz Błażejewski
- Cezary Kwieciński
- Paweł Szczesny
- Janusz Wituch

i inni

## Nominacje
W 2011 roku podczas 32. rozdania nagród Złotych Malin Billy Ray Cyrus był nominowany w kategorii Najgorszy aktor drugoplanowy, w tej kategorii był również nominowany George Lopez, który otrzymał nominację także za rolę w Walentynki i Marmaduke – pies na fali.